# Epidendrum floridense
Epidendrum floridense är en orkidéart som beskrevs av Eric Hágsater. Epidendrum floridense ingår i släktet Epidendrum och familjen orkidéer. Inga underarter finns listade i Catalogue of Life.